# Martin Erat

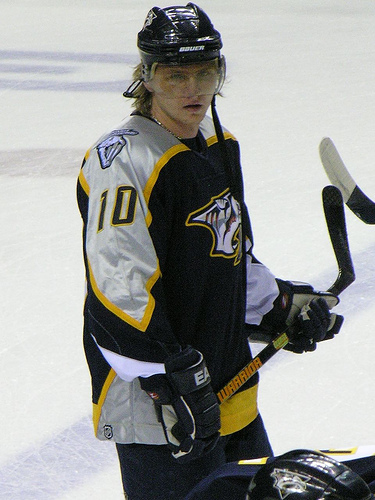
V dresu Nashvillu (2005)

Martin Erat (* 29. srpna 1981 Třebíč) je český hokejový trenér a bývalý hokejový útočník.

## Kariéra
S ledním hokejem začínal v rodné Třebíči, v roce 1997 odešel do Zlína. Roku 1999 byl draftován týmem Nashville Predators (191. celkově). Přes mládežnické výběry ve WHL se dostal až do prvního týmu Nashville Predators. Zde ve své premiérové sezóně v NHL (2001/2002) tvořil spolu s Vladimírem Országhem a Denisem Archipovem takzvanou „Vowel line“ a zaznamenal 32 bodů v 80 zápasech. Část sezóny 2002/2003 strávil Martin Erat v týmu AHL Milwaukee Admirals, další rok se již natrvalo vrátil do A-týmu Nashville Predators. Během výluky NHL působil v sezóně 2004/05 ve Zlíně, kde patřil k oporám týmu, nasbíral 43 bodů, které mu zajistily 8. místo v kanadském bodování celé Tipsport Extraligy. V Nashvillu, kde odehrál 723 zápasů, v nichž si připsal celkem 481 bodů za 163 gólů a 318 asistencí, působil až do 3. dubna 2013, dokud nebyl vyměněn do Washingtonu Capitals, týmu hrajícího východní konferenci NHL. Během sezóny 2013/14 požádal klub Capitals o výměnu, jelikož nebyl v klubu často nasazován do zápasu nebo nebyl tolik časově vytíženy v zápase. Za Washington dokázal v 53 zápasech vstřelit pouze jednu branku, když se v zápase proti New Jersey trefil do prázdné branky. 5. března 2014 se konečně dočkal výměny, když byl při blížící se uzávěrce přestupů v NHL vyměněn společně s Johnem Mitchellem do klubu Phoenix Coyotes za českého obránce Rostislava Kleslu a amerického útočníka Chrise Browna. Po třinácti sezonách strávených v zámořské NHL vyměnil 17. září 2015 zámořskou soutěž za ruskou KHL, kde nastupoval za klub Avangard Omsk, se kterým podepsal roční smlouvu.
V květnu následujícího roku se vrátil do Česka, kde posílil brněnskou Kometu. V sezonách 2016/2017 a 2017/2018 patřil mezi klíčové hráče celku a výraznou měrou se podílel na dvou mistrovských titulech Komety Brno.
V červenci roku 2019 Erat oznámil, že i přes očekávaný konec kariéry se rozhodl pokračovat v klubu Kometa Brno. Do sezóny 2019/2020 zasáhl až 26. prosince 2019. Po jejím skončení oznámil v červnu 2020, že kvůli rodině i svému zdraví končí hráčskou kariéru.
V březnu 2022 byl Martin Erat na návrh generálního manažera české hokejové reprezentace Petra Nedvěda schválen výkonným výborem Českého svazu ledního hokeje jako jeden ze dvou asistentů trenéra české reprezentace Kariho Jalonena. Celý trenérský tým měl reprezentaci vést do konce května 2024. Dne 29. června 2023 byl Jalonen z pozice trenéra odvolán, skončili také jeho asistenti, včetně Erata.
V roce 2025 trénoval žákovský tým Nashville Predators a působil ve vedení klubu Nashville Warriors.
V roce 2025 způsobil v Nolensvillu dopravní nehodu, od které ujel. Následně byl zatčen, propuštěn na kauci a obviněn.

## Ocenění a úspěchy
- 2001 WHL - Nejlepší střelec v playoff
- 2001 WHL - Nejlepší nahrávač v playoff
- 2001 WHL - Nejproduktivnější hráč v playoff
- 2005 ČHL - Nejlepší střelec v playoff
- 2006 MS - Top tří hráčů týmu
- 2018 ČHL - Cena Václava Paciny

## Prvenství

### ČHL
- Debut - 17. ledna 1999 (HC ZPS Barum Zlín proti HC Dukla Jihlava)
- První gól - 19. září 2004 (HC Hamé Zlín proti HC Lasselsberger Plzeň, českému brankáři Tomáši Dubovi)
- První asistence - 24. září 2004 (HC Hamé Zlín proti HC Energie Karlovy Vary)

### NHL
- Debut - 5. října 2001 (Dallas Stars proti Nashville Predators)
- První asistence - 11. října 2001 (Nashville Predators proti Calgary Flames)
- První gól - 30. října 2001 (Nashville Predators proti Minnesota Wild, kanadskému brankáři Dwayne Roloson)
- První hattrick - 4. března 2008 (Edmonton Oilers proti Nashville Predators)

### KHL
- Debut - 29. září 2015 (HC CSKA Moskva proti Avangard Omsk)
- První gól - 1. října 2015 (Severstal Čerepovec proti Avangard Omsk, českému brankáři Jakubu Štěpánkovi)
- První asistence - 23. října 2015 (HC Slovan Bratislava proti Avangard Omsk)

## Klubová statistika
| Sezóna       | Klub                | Soutěž       |     | Základní část | Základní část | Základní část | Základní část | Základní část |    | Play off | Play off | Play off | Play off | Play off |
| Sezóna       | Klub                | Soutěž       | Z   | G             | A             | B             | TM            | Z             | G  | A        | B        | TM       |          |          |
| 1997/98      | Zlín Jr             | ČHL-20       | 33  | 26            | 26            | 52            | 11            | —             | —  | —        | —        | —        |          |          |
| 1998/99      | Zlín Jr             | ČHL-20       | 35  | 21            | 23            | 44            | 11            | —             | —  | —        | —        | —        |          |          |
| 1998/99      | HC ZPS Barum Zlín   | ČHL          | 5   | 0             | 0             | 0             | 2             | —             | —  | —        | —        | —        |          |          |
| 1999/00      | Saskatoon Blades    | WHL          | 66  | 27            | 26            | 53            | 82            | 11            | 4  | 8        | 12       | 16       |          |          |
| 2000/01      | Saskatoon Blades    | WHL          | 31  | 19            | 35            | 54            | 48            | —             | —  | —        | —        | —        |          |          |
| 2000/01      | Red Deer Rebels     | WHL          | 17  | 4             | 24            | 28            | 24            | 22            | 15 | 21       | 36       | 32       |          |          |
| 2001/02      | Nashville Predators | NHL          | 80  | 9             | 24            | 33            | 32            | —             | —  | —        | —        | —        |          |          |
| 2002/03      | Milwaukee Admirals  | AHL          | 45  | 10            | 22            | 32            | 41            | 6             | 5  | 4        | 9        | 4        |          |          |
| 2002/03      | Nashville Predators | NHL          | 27  | 1             | 7             | 8             | 14            | —             | —  | —        | —        | —        |          |          |
| 2003/04      | Nashville Predators | NHL          | 76  | 16            | 33            | 49            | 38            | 6             | 0  | 1        | 1        | 6        |          |          |
| 2004/05      | HC Hamé Zlín        | ČHL          | 48  | 20            | 23            | 43            | 129           | 16            | 7  | 5        | 12       | 12       |          |          |
| 2005/06      | Nashville Predators | NHL          | 80  | 20            | 29            | 49            | 76            | 5             | 1  | 1        | 2        | 6        |          |          |
| 2006/07      | Nashville Predators | NHL          | 68  | 16            | 41            | 57            | 50            | 3             | 0  | 1        | 1        | 0        |          |          |
| 2007/08      | Nashville Predators | NHL          | 76  | 23            | 34            | 57            | 40            | 6             | 1  | 3        | 4        | 8        |          |          |
| 2008/09      | Nashville Predators | NHL          | 71  | 17            | 33            | 50            | 48            | —             | —  | —        | —        | —        |          |          |
| 2009/10      | Nashville Predators | NHL          | 74  | 21            | 28            | 49            | 50            | 6             | 4  | 1        | 5        | 4        |          |          |
| 2010/11      | Nashville Predators | NHL          | 64  | 17            | 33            | 50            | 22            | 10            | 1  | 5        | 6        | 6        |          |          |
| 2011/12      | Nashville Predators | NHL          | 71  | 19            | 39            | 58            | 30            | 10            | 1  | 3        | 4        | 6        |          |          |
| 2012/13      | Nashville Predators | NHL          | 36  | 4             | 17            | 21            | 26            | —             | —  | —        | —        | —        |          |          |
| 2012/13      | Washington Capitals | NHL          | 9   | 1             | 2             | 3             | 4             | 4             | 0  | 0        | 0        | 4        |          |          |
| 2013/14      | Washington Capitals | NHL          | 53  | 1             | 23            | 24            | 22            | —             | —  | —        | —        | —        |          |          |
| 2013/14      | Phoenix Coyotes     | NHL          | 17  | 2             | 3             | 5             | 6             | —             | —  | —        | —        | —        |          |          |
| 2014/15      | Arizona Coyotes     | NHL          | 79  | 9             | 23            | 32            | 48            | —             | —  | —        | —        | —        |          |          |
| 2015/16      | Avangard Omsk       | KHL          | 40  | 5             | 19            | 24            | 16            | 10            | 1  | 7        | 8        | 14       |          |          |
| 2016/17      | HC Kometa Brno      | ČHL          | 39  | 13            | 23            | 36            | 34            | 13            | 4  | 4        | 8        | 12       |          |          |
| 2017/18      | HC Kometa Brno      | ČHL          | 49  | 12            | 34            | 46            | 20            | 14            | 5  | 6        | 11       | 10       |          |          |
| 2018/19      | HC Kometa Brno      | ČHL          | 18  | 3             | 14            | 17            | 29            | 9             | 0  | 6        | 6        | 4        |          |          |
| 2019/20      | HC Kometa Brno      | ČHL          | 16  | 1             | 5             | 6             | 12            | —             | —  | —        | —        | —        |          |          |
| Celkem v ČHL | Celkem v ČHL        | Celkem v ČHL | 175 | 49            | 99            | 148           | 226           | 52            | 16 | 21       | 37       | 38       |          |          |
| Celkem v NHL | Celkem v NHL        | Celkem v NHL | 881 | 176           | 369           | 545           | 506           | 50            | 8  | 15       | 23       | 40       |          |          |

## Reprezentace

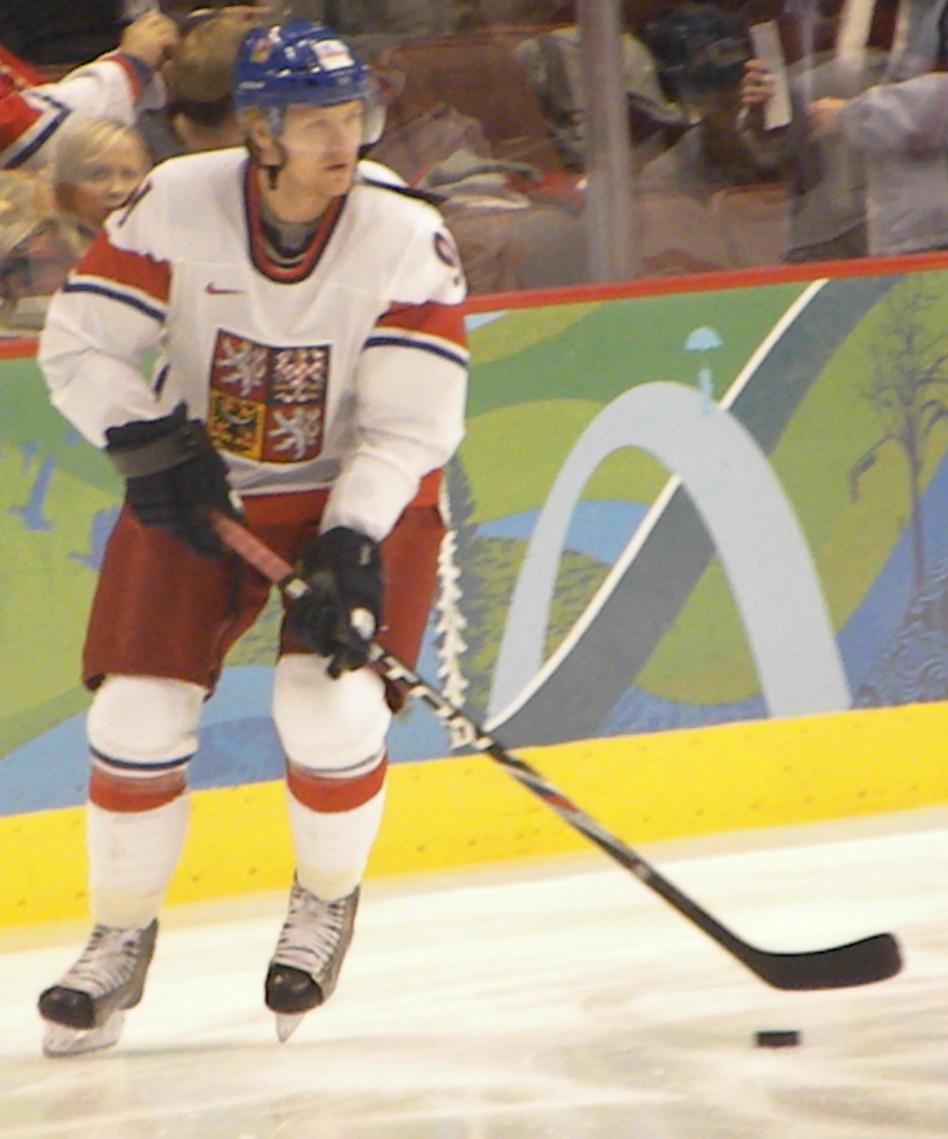
Martin Erat na ZOH 2010

Martin Erat pomohl vybojovat zlaté medaile na juniorském mistrovství světa 2001. Dostal se do výběru českého národního týmu na Zimní olympijské hry 2006, kde získal bronzovou medaili. Na Mistrovství světa v ledním hokeji 2006 v Rize získal stříbro a patřil k oporám národního týmu. Na Mistrovství světa se objevil i v roce 2008, když se s českou reprezentací umístil na pátém místě a také v ročníku 2012, kde pomohl získat bronzové medaile. Mezitím se v roce 2010 dostal do výběru na Olympijské hry ve Vancouveru, kde se český tým umístil na sedmém místě, a posléze i na ZOH 2014. Jako kapitán vedl český národní tým na ZOH 2018 v Pchjongčchangu, kde česká reprezentace skončila na čtvrtém místě. Po skončení turnaje oznámil, že to byly jeho poslední zápasy za reprezentaci.
| Rok                       | Tým                       | Soutěž                    | Z  | G  | A  | B  | TM |
| ------------------------- | ------------------------- | ------------------------- | -- | -- | -- | -- | -- |
| 1999                      | Česko 18                  | MS-18                     | 6  | 0  | 2  | 2  | 12 |
| 2001                      | Česko 20                  | MSJ                       | 7  | 2  | 1  | 3  | 16 |
| 2006                      | Česko                     | OH                        | 8  | 1  | 1  | 2  | 4  |
| 2006                      | Česko                     | MS                        | 9  | 3  | 5  | 8  | 6  |
| 2008                      | Česko                     | MS                        | 7  | 2  | 4  | 6  | 14 |
| 2010                      | Česko                     | OH                        | 5  | 0  | 1  | 1  | 2  |
| 2012                      | Česko                     | MS                        | 5  | 3  | 1  | 4  | 2  |
| 2014                      | Česko                     | OH                        | 5  | 1  | 0  | 1  | 0  |
| 2015                      | Česko                     | MS                        | 10 | 1  | 3  | 4  | 6  |
| 2018                      | Česko                     | OH                        | 6  | 0  | 1  | 1  | 4  |
| Juniorská kariéra celkově | Juniorská kariéra celkově | Juniorská kariéra celkově | 13 | 2  | 3  | 5  | 28 |
| Seniorská kariéra celkově | Seniorská kariéra celkově | Seniorská kariéra celkově | 55 | 11 | 16 | 27 | 38 |